# Belli ciao
Belli ciao è un film del 2022 diretto da Gennaro Nunziante e interpretato da Pio e Amedeo.

## Trama
Pio e Amedeo sono due promettenti ragazzini che fin da piccoli sono cresciuti insieme fino al giorno del diploma. Dopodiché, le loro strade si dividono: Pio parte per Milano, laureandosi con lode in economia e commercio e intraprendendo una carriera nell'alta finanza tramite società a lui direttamente collegate e apparentemente in ottimo stato di solvenza; Amedeo, invece, ha preferito rimanere al Sud Italia presso il paese di Sant'Agata di Puglia, perché contrario alla "fuga dei cervelli" dividendosi tra l'impiego presso il suo negozio di articoli sanitari, dopo aver lasciato gli studi in Medicina e un ruolo di assessore alle politiche giovanili presso il proprio comune d'origine.
Un giorno Pio viene chiamato dal Sindaco del paese natìo per una consulenza in merito a un prestito necessario a riqualificare il territorio, decidendo quindi di intraprendere un viaggio in macchina in compagnia della sua fidanzata che di mestiere fa l'influencer. I due protagonisti si incontrano quindi nuovamente dopo molti anni in cui non si erano più rivolti la parola: dapprima Amedeo è contrariato del comportamento dell'amico e lo evita, anche seccamente, ma quando scopre che è proprio lui il finanziatore del progetto di riqualificazione il clima torna disteso.
Seduti intorno a un tavolo insieme al Sindaco, la trattativa per la concessione del prestito subisce un brusco stop a causa del tasso di interesse che si vuole imporre. Pio fa dunque ritorno a Milano, mentre la giunta convince Amedeo ad accompagnarlo al Nord Italia, lui che al massimo era stato a Pescara come città più settentrionale, per convincerlo ad abbassare il tasso.
Giunti nel capoluogo lombardo, Amedeo si stanzia in una camera dell'appartamento sito nel bosco verticale, dove fa la "conoscenza" di Alexa, intrattenendosi con l'assistente domestico in lunghi dialoghi notturni. Grazie a questo approccio tecnologico, però, Amedeo scopre che la situazione finanziaria dell'amico non è affatto rosea come veniva dipinta, pertanto a poco a poco Pio perde ogni bene, dalla casa alla macchina, dalle carte di credito all'azienda, venendo anche lasciato dalla fidanzata che non ha mai veramente sopportato Amedeo e le sue usanze.
Tornati nel proprio paese, quindi, i due decidono di gestire un gruppo di auto aiuto in cui molte persone condividono la stessa situazione di emigrato.

## Distribuzione
Il film è stato distribuito a partire dal 1º gennaio 2022. Inoltre, il 21 novembre 2023, è stato trasmesso in prima tv su Canale 5.

## Accoglienza
Dopo tre settimane di proiezione, il film ha incassato 3242000 € facendo registrare 470 815 spettatori.

## Riconoscimenti
- 2023 - SIAE Music Awards
  - Candidatura alla colonna sonora cinema[4]